# آرزو گیبولایوا
آرزو گیبولایوا (انگلیسی: Arzu Geybullayeva؛ زادهٔ ۱ اوت ۱۹۸۳) روزنامه‌نگار، وبلاگ نویس، and activist اهل جمهوری آذربایجان است.
وی همچنین برندهٔ جوایزی همچون ۱۰۰ زن بی‌بی‌سی شده‌است.